# Pont du Gard
Pont du Gard – zachowany w dolinie rzeki Gard odcinek zbudowanego przez Rzymian akweduktu prowadzącego wodę ze źródeł w Uzès do Nîmes. Wzniesiono go po wschodniej stronie Masywu Centralnego. Budowla o łącznej długości około 50 km i całkowitym spadku 17 m, składała się z szeregu tuneli i mostów wzniesionych z przyciętych bloków kamiennych bez zaprawy. Zaprawy użyto tylko do wylania fundamentów pod filary mostu, które stoją w wodzie. Tajemnica twardości i ścisłego przylegania do kamiennych bloków rzymskiej zaprawy polegała na niedokładnym jej wymieszaniu i ubijaniu jej po wylaniu. Powstała w latach 26–16 p.n.e. na polecenie Agrypy (na moście zachowała się poświęcona mu inskrypcja z 19 p.n.e.).
Od 1840 roku posiada status monument historique, w kategorii classé (zabytek o znaczeniu krajowym).

## Opis
Odcinek zwany Pont du Gard to trzypiętrowa arkada o wysokości 49 m i 6,4 m szerokości. Poszczególne części arkady zbudowano w sumie z 52 łuków:
- 6 w dolnej kondygnacji
- 11 w środkowej
- 35 w najwyższej

Dolna część spełniała rolę mostu przebiegającego nad rzeką. Na górnej umieszczono kanał prowadzący wodę. Całkowita długość zachowanego odcinka akweduktu wynosi ok. 270 m. Spadek, typowy dla rzymskich konstrukcji, to 35 cm na długości 1 km. Tylko na budowę mostu zużyto ok. 21 000 m³ kamienia o łącznej wadze ok. 50 400 ton. Akwedukt dostarczał wodę w ilości ok. 20 m³ dziennie. Spływała ona do zbiornika o średnicy 6 m, skąd rozprowadzana była do domów mieszkalnych patrycjuszy, term i miejskich fontann.
Oprócz odcinka w dolinie Gardon zachowały się inne fragmenty akweduktu:
- w pobliżu Bornègre – 17-metrowy odcinek mostu zwany Pont de Bornègre w miejscu, w którym akwedukt po raz pierwszy wychodzi z tunelu;
- przy Vers – 700-metrowy odcinek mostu zwany Pont Rue;
- niedaleko Pont du Gard – mniejszy most zwany Pont de Saetanette;
- dwa 60-metrowe odcinki tunelu niedaleko Sernhac.

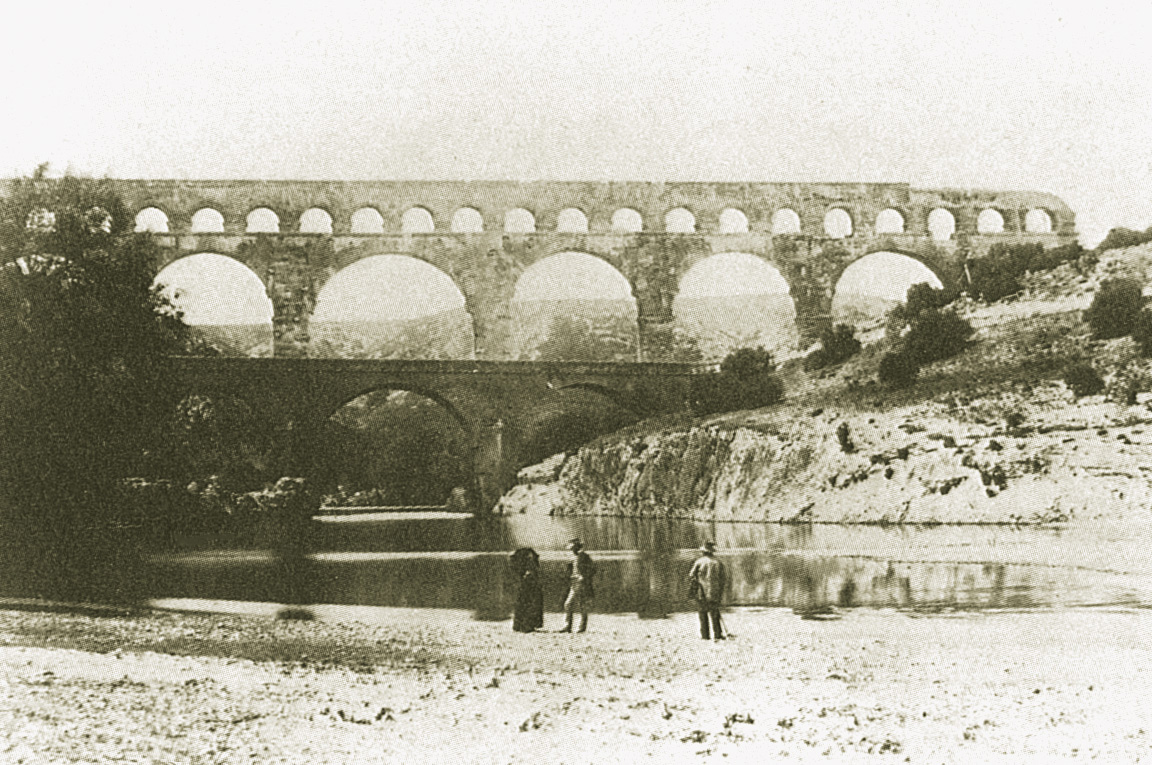
Pont-du-Gard w latach 50. XIX wieku

## Historia
Począwszy od IV wieku akwedukt zaczęto zaniedbywać (2/3 prześwitu kanału wypełnił osad), w IX wieku przestał być drożny, a okoliczna ludność zaczęła używać kamienia budowli do innych celów. Mimo to konstrukcja w większości pozostała nienaruszona.
Od średniowiecza do XVIII wieku akwedukt służył jako most przy przekraczaniu rzeki Gardon. Początkowo ruch odbywał się na drugim poziomie. Dla usprawnienia komunikacji zwężono znajdujące się powyżej filary, co naruszyło stabilność konstrukcji. W 1702 przywrócono pierwotną szerokość filarów, w 1743 ruch przeniesiono na niższy poziom. W XVIII wieku budowlę, która stała się atrakcją turystyczną, wyremontowano; prace konserwatorskie ponowiono w połowie XIX wieku (za panowania Napoleona III).
W 1985 akwedukt Pont du Gard wpisano na listę światowego dziedzictwa UNESCO.
Powódź, która w 1998 nawiedziła dolinę rzeki Gard, poważnie uszkodziła wszystkie pobliskie drogi, nie spowodowała jednak poważnych uszkodzeń budowli.

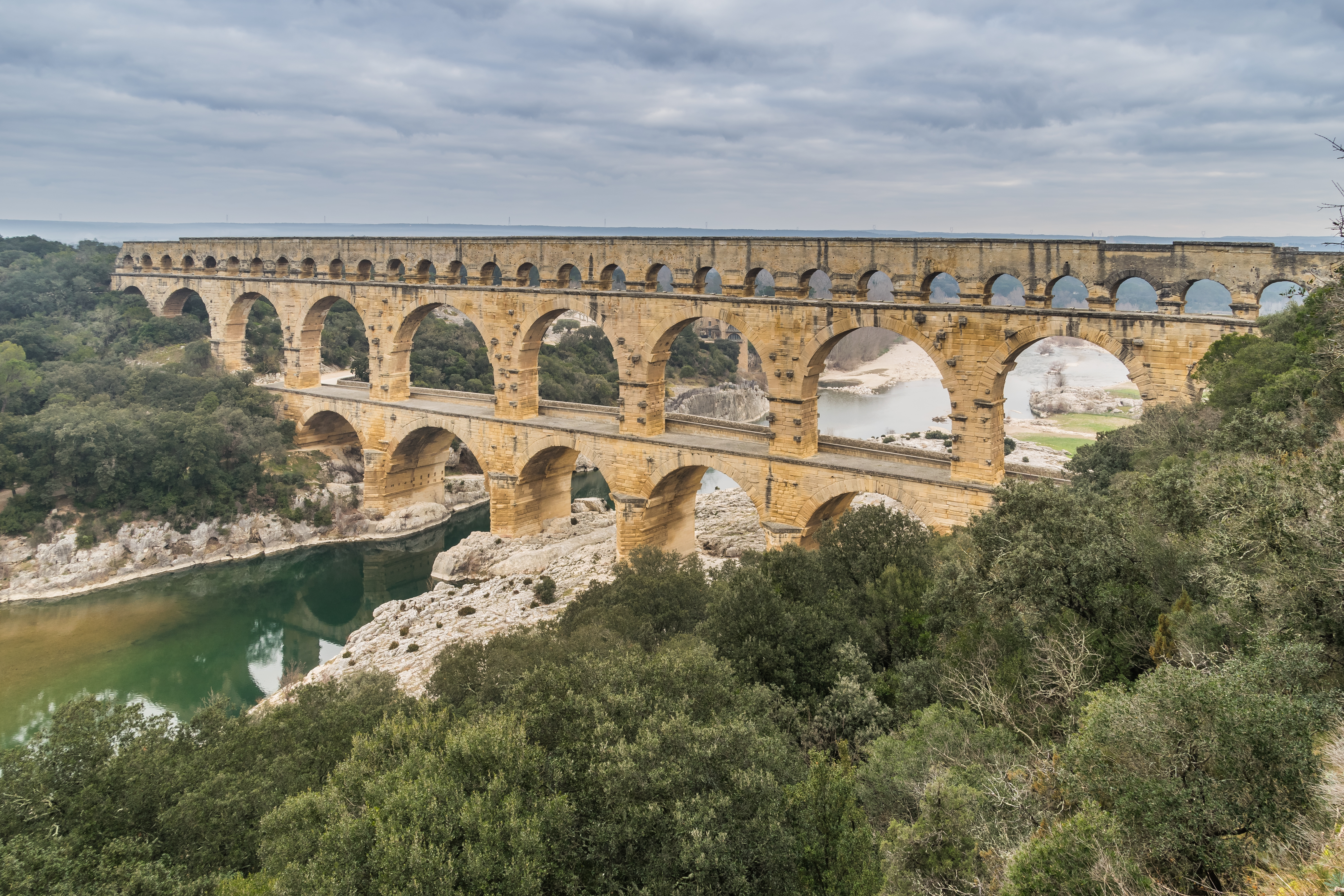